# Раджпипла
Раджпи́пла (англ. Rajpipla, гудж. રાજપિપલા) — город и муниципалитет в индийском штате Гуджарат. Административный центр округа Нармада. В 1350—1948 годах был столицей княжества Раджпипла. Население по данным на 2001 год составляло 34 923 человека. Основные языки — гуджарати и хинди. Уровень грамотности в 2001 году составлял 97 %.